# Condor-dos-andes
O condor (Vultur gryphus) é uma ave da família dos catartídeos, parente próximo do condor-da-califórnia e dos urubus, que habita a Cordilheira Andina, na América do Sul.
Ele é o símbolo nacional da Colômbia, Equador, Bolívia e Chile e integra os brasões oficiais destes países, além de cumprir um importante papel no folclore e na mitologia das regiões andinas da América do Sul. A IUCN considera o animal ameaçado de extinção, por perda de habitat natural e envenenamento de carcaças deixadas por caçadores. Vários países criaram programas de reprodução em cativeiro da espécie. Essa espécie era cultuada pelos incas.

## Características
O condor é a maior ave voadora do mundo e a que tem a terceira maior envergadura de asas, com 3,3 metros (perdendo somente para o Marabu, cuja envergadura de asas chega a 3,5 metros e para o Albatroz-errante que chega à mesma envergadura). Ele pode chegar a pesar 14 quilos e voar até 300 quilômetros por dia. Eles são capazes de voar por distâncias superiores a 170 quilômetros sem bater suas asas.

## Alimentação
Os condores alimentam-se principalmente de carniça sobretudo bovina, que é muito farta naquela região. Por vezes caçam animais de pequeno porte, como ratos, coelhos ou aves.

## Habitat e localização

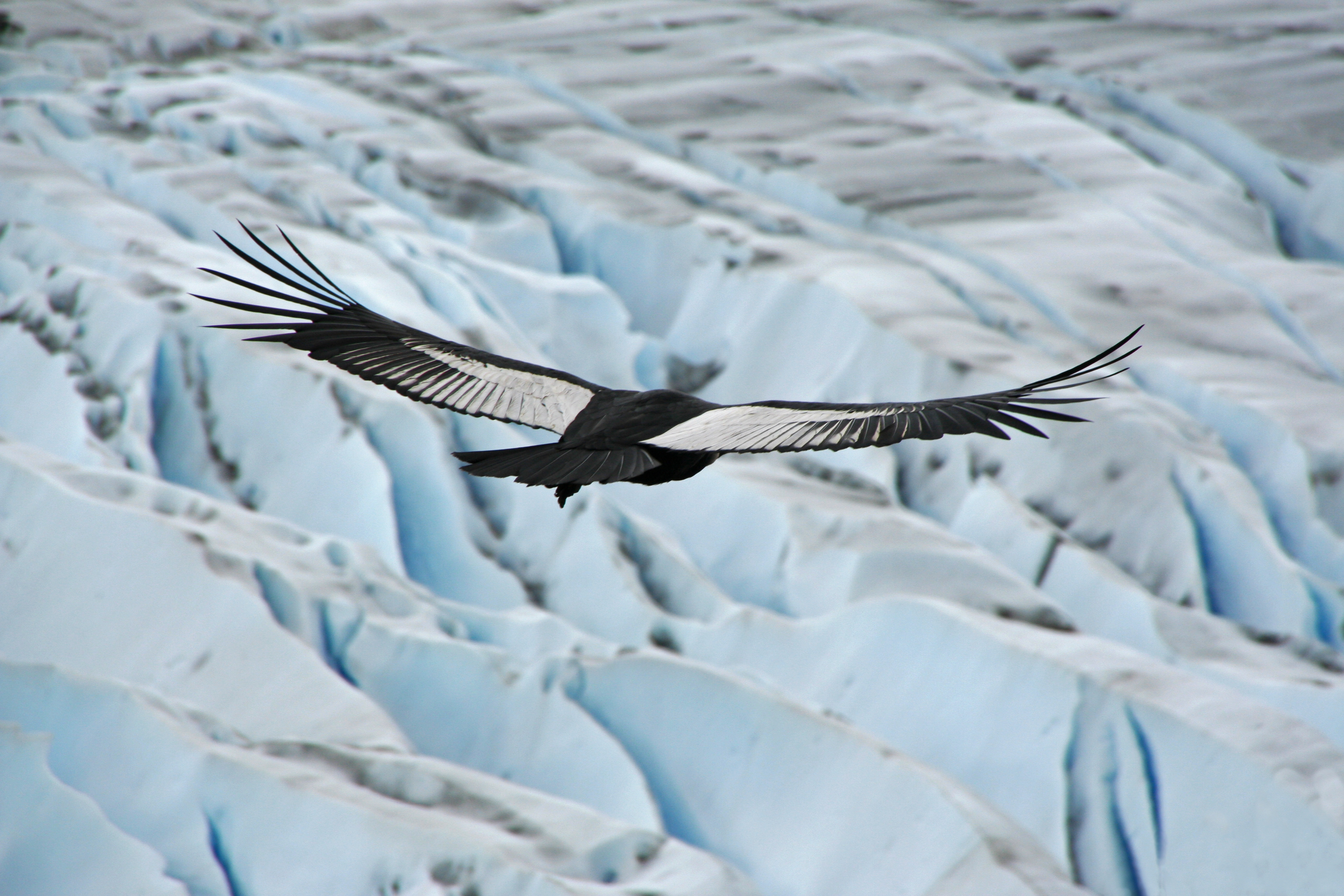
Condor-dos-andes (Vultur gryphus) sobrevoando o Glaciar Grey, no Chile. Esta imagem ilustra o habitat natural desta espécie, que é frequentemente encontrado nas regiões montanhosas e de alta altitude da Cordilheira dos Andes, incluindo áreas protegidas como o Parque Nacional Torres del Paine. O condor-dos-andes é uma das maiores aves voadoras do mundo e desempenha um papel ecológico importante como o necrófago.

Ele é encontrado principalmente nos Andes. Ao norte, na Venezuela e Colômbia - onde é muito raro - descendo pelo Equador, Peru e Chile, através da Bolívia e pela parte oeste da Argentina, até a Terra do Fogo. Seu habitat natural é na maior parte composto de campos verdes abertos ou área alpinas com elevação de até 5 mil metros. Ele prefere áreas abertas, que o permita  espreitar a caça do ar, como rochas em geral. Ocasionalmente, ele pode ser encontrado no sudeste da Bolívia e no sudoeste do Brasil, descendo para áreas desérticas e baixas do Chile e do Peru, sendo ainda avistado em algumas florestas da Patagônia.

## Reprodução

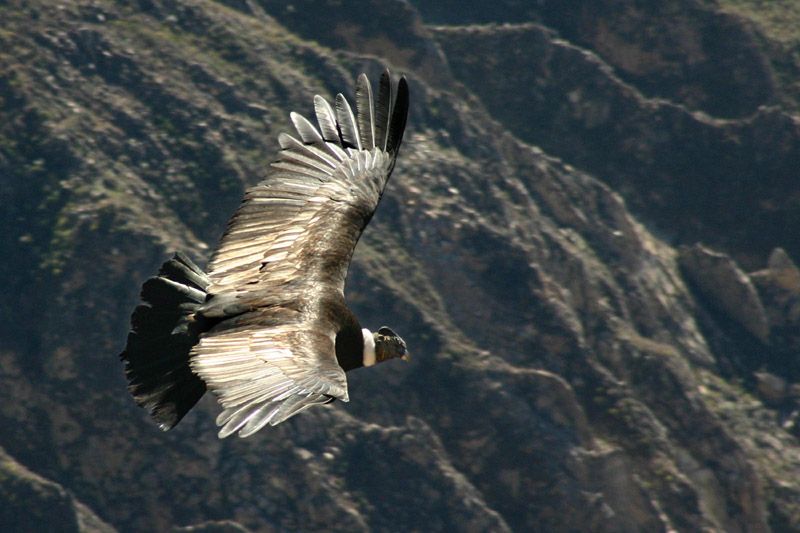
Condor sobrevoa o cânion de Colca.

O condor fêmea procura fazer os ninhos no ponto mais alto das montanhas. Lá ela põe um ovo por ano, raramente dois, que é incubado por 58 dias. Ele gera um filhote branco parecendo um rolo de algodão. Caso nasçam dois filhotes, ambos lutarão até um derrubar o outro do ninho. A mãe observa a luta sem qualquer movimento para intervir.[carece de fontes?]